# Хуг, Вернер
Вернер Хуг (нем. Werner Hug; 10 ноября 1952, Майлен) — швейцарский шахматист, международный мастер (1971).
Чемпион Швейцарии (1975). В составе национальной сборной участник 12 Олимпиад (1972—1984, 1988—1990, 1994, 2000 и 2008). Участник межзонального турнира в Петрополисе (1973) — 16—18-е место.

## Изменения рейтинга
| График не отображается по техническим причинам. Чтобы исправить это, воспроизведите график в новом формате, если это возможно. |